# Саломаковка
Саломаковка (Соломаковская) — река, правый приток Куртлака, протекает по территории Клетского района Волгоградской области России. Длина реки — 14 км, площадь водосборного бассейна — 152 км². Годовой сток — 0,0005 км³. Расход воды — 0,017 м³/c.

## Описание
Саломаковка начинается восточнее урочища Верхнесаломаковское. Генеральным направлением течения реки является юго-запад. Около хутора Иванушенский впадает в Куртлак.

## Данные водного реестра
По данным государственного водного реестра России относится к Донскому бассейновому округу, водохозяйственный участок реки — Чир, речной подбассейн реки — Дон между впадением Хопра и Северского Донца. Речной бассейн реки — Дон (российская часть бассейна).
Код объекта в государственном водном реестре — 05010300812107000009801.